# Катастрофа Boeing 737 под Меленом
Катастрофа Boeing 737 под Ваном — крупная авиационная катастрофа, произошедшая 29 декабря 1994 года. Авиалайнер Boeing 737-4Y0 авиакомпании Turkish Airlines выполнял внутренний рейс TK 278 по маршруту Анкара—Ван, но при заходе на посадку в пункте назначения врезался в холм в 4 километрах от аэропорта Вана. Из находившихся на его борту 76 человек (69 пассажиров и 7 членов экипажа) погибли 57.

## Самолёт
Boeing 737-4Y0 (регистрационный номер TC-JES, заводской 26074, серийный 2376) был выпущен в 1992 году (первый полёт совершил 25 октября). 21 апреля 1993 года был передан авиакомпании Turkish Airlines, в которой получил имя Mersin. Оснащён двумя турбовентиляторными двигателями CFM International CFM56-3C1.

## Экипаж и пассажиры
- Командир воздушного судна (КВС) — Адем Унгун (тур. Adem Ungun).
- Второй пилот — Явуз Алиши (тур. Yavuz Alıcı).

В салоне самолёта работали 5 бортпроводников.
На борту самолёта находились 69 пассажиров, включая двух младенцев.

## Катастрофа
В 15:30 EET рейс TK 278 врезался в покрытый снегом холм недалеко от района Эдремит на высоте 1700 метров над уровнем моря примерно в 4 километрах от ВПП № 03 аэропорта Ферит Мелен во время третьего захода на посадку в плохих погодных условиях, несмотря на предупреждение авиадиспетчера больше не пытаться заходить на посадку в метель (видимость составляла 900 метров и снижалась до 300 метров). От удара о холм лайнер разорвало на три части, пожара на месте катастрофы не возникло. Из 76 человек на борту самолёта выжили 19 (2 бортпроводника и 17 пассажиров), все получили серьёзные травмы.
Катастрофа рейса 278 стала самой смертоносной с участием Boeing 737-400, пока 1 января 2007 года её не превзошла катастрофа рейса Adam Air-574 (102 погибших).
Также катастрофа рейса 278 стала четвёртой авиакатастрофой (по числу погибших) в истории Турции.